# ロードランナー (ジョナサン・リッチマンの曲)
「ロードランナー」（Roadrunner）は、ジョナサン・リッチマンが作詞作曲した楽曲。リッチマンのソロ、ザ・モダン・ラヴァーズ、それぞれ多数のバージョンが存在する。ローリング・ストーンの選ぶオールタイム・グレイテスト・ソング500においては、2004年版で269位、2021年版で77位にランクされている。

## 概要
10代の頃、ジョナサン・リッチマンはヴェルヴェット・アンダーグラウンドに夢中だった。コンサートに足繁く通ったリッチマンは、彼らの「Sister Ray」から直接的な影響を受けて「ロードランナー」を書いた。使われるコードはほぼDとAのみで、Eのコードが2回短く使われる。リッチマンはこの曲を1970年から人前で演奏し始めた。幼馴染のジョン・フェリーチェは次のように回想している。
「俺たちは車に乗ってはルート128や有料道路をひたすら行ったり来たりした。丘の上に上がったとき、ラジオ塔がてっぺんにあった。点滅する光を前にあいつはほとんど涙目になっていた。ほかの人がまったく目に入らないようなものであっても、彼はすべてのものに美を見出した」
リッチマンとフェリーチェは、デヴィッド・ロビンソン（ドラム）とロルフ・アンダーソン（ベース）を誘い、バンドを結成。ザ・モダン・ラヴァーズと名乗った。1971年初めにフェリーチェとアンダーソンが脱け、ジェリー・ハリスンとアーニー・ブルックスが参加した。1972年4月、グループはロサンゼルスに飛び、ジョン・ケイルをプロデューサーに迎え、デモ・セッションを行った。このときのレコーディングがオフィシャルのものとしては最初の録音とされる。発売当初から多数のバージョンが存在する。
（1）『The Modern Lovers』収録
1976年10月15日発売。録音は1972年4月。プロデューサーはジョン・ケイル。4分4秒。
（2）ジョナサン・リッチマン名義の英国シングル
1975年、ロックバンドのEarth Quakeは「Friday on My Mind」のカバーし、シングルA面としてビザークレー・レコードから発売。ビザークレーはそのB面にリッチマンの「ロードランナー」を収録した。録音は1974年。プロデューサーはマシュー・キング・カウフマンとグレン・コロトキン。4分40秒。同年7月、このバージョンはビザークレーのアーティストのコンピレーション・アルバム『Beserkley Chartbusters Volume 1』に収録された。
1977年7月1日、英国でシングルとして発売。A面はこの4分40秒のバージョンでタイトルは「Roadrunner (Once)」とされ、B面は『The Modern Lovers』収録の4分4秒のバージョンでタイトルは「Roadrunner (Twice)」とされた。同年8月13日付の全英シングルチャートで11位を記録した。
（3）『The Original Modern Lovers』収録の「Roadrunner #1」
1981年発売のアルバム『The Original Modern Lovers』のA面1曲目に収録された。録音は1972年後半。プロデューサーはキム・フォーリー。
（4）『The Original Modern Lovers』収録の「Roadrunner #2」
1981年発売のアルバム『The Original Modern Lovers』のB面の最後に収録された。「Roadrunner #1」よりも短い。
（5）シングル「The Morning Of Our Lives」のB面
1978年1月、ジョナサン・リッチマン&ザ・モダン・ラヴァーズ名義のシングル「The Morning Of Our Lives」が発売。1977年のライブ音源。B面に収録された。タイトルは「Roadrunner (Thrice)」とされた。8分25秒。